# Баба Туклес
Баба Туклес (Ибраһим Түгелі-Баба Шашлы-ұлы; Абдрахим Тукли-баба Шашлы-але; султан Бабаткуль) — ногайский святой, суфий. Дед эмира Едигея — основателя династии правителей Ногайской Орды. Туклес был шейхом кыпчакских племен. Дух Туклеса считался покровителем народа, батыров и тех кто обращался к Аллаху посредством него.
По другой версии, Туклес считался потомком арабского халифа Абу Бакра и являлся проповедником ислама среди ногайцев. К Туклесу возводил своё происхождение род Юсуповых. Могила (зиярат) Туклеса находилась в посёлке Мошаик Ленинского района Астрахани.
Баба Тукти Шашты Азиз — легендарный образ, часто встречающийся в казахском фольклоре. Характеризуется как святой. В эпосах он выступает как вдохновитель и помощник главного героя. Например, в «Алпамыс батыре» Байбори во сне привиделся святой Баба Тукти Шашты Азиз и предсказал рождение сына и дочери. С этого момента он становится для Алпамыса духовным покровителем. Мавзолей Баба Тукти Шашты Азиз расположен в Сузакском районе Туркестанской области в 150 км от Туркестана и является памятником архитектуры конца XIX века. Первый мавзолей был построен в середине XVIII века, а в 2006 году мавзолей был реконструирован за счет анонимного анонимного спонсора. Строение было целиком перестроено на старом бутовом фундаменте из жжёного кирпича в лицевой кладке.
В книге Утемиш-хаджи ибн Маулана "Чингизнаме" есть повествование о том, как Баба Туклес стал причиной принятием правителя Золотой Орды Узбек Хана вероисповедание Ислам: